# Фридрих Казимир Пфальц-Цвейбрюккен-Ландсбергский
Фридрих Казимир Пфальц-Цвейбрюккен-Ландсбергский (10 июня 1585, Цвайбрюккен — 30 сентября 1645, Монфор) — герцог Ландсберга в 1604—1645 годах.

## Жизнь
Фридрих Казимир родился в Цвейбрюккене в 1585 году и был вторым сыном Иоганна I Цвейбрюккенского и Магдалены из Юлих-Клеве-Бергской. После смерти отца в 1604 году Фридрих Казимир и его братья разделили его территории; Фридрих Казимир получил территорию вокруг Ландсберга в Эльзасе.
В 1611 году распоряжения его покойного отца в пользу младших сыновей были, наконец, выполнены: их старший брат Иоганн II предоставил в апанаж Фридриху Казимиру Ландсберг, а его брату Иоганну Казимиру — Нойкастель. При этом он оставил себе бо́льшую часть Пфальц-Цвайбрюккена.
В 1616 году он женился на Эмилии Антверпиане Оранской-Нассау, дочери Вильгельма Молчаливого. У супругов было трое сыновей:
- Фридрих (1617), умер через день после рождения
- Фридрих Людвиг (1619—1681), с 1645 был женат на Марии Магдалене Пфальц-Цвейбрюккенской (1621–1672), дочери пфальцграфа Иоганна II Цвейбрюккенского
- Карл Генрих (1622—1623), умер в детстве

Фридрих Казимир умер в Монфор-ан-Оксуа в 1645 году и был похоронен в Александркирхе в Цвейбрюккене.